# Akihiro Nišimura
Akihiro Nišimura (* 8. srpen 1958) je bývalý japonský fotbalista.

## Klubová kariéra
Hrával za Yanmar Diesel.

## Reprezentační kariéra
Akihiro Nišimura odehrál za japonský národní tým v letech 1980–1988 celkem 49 reprezentačních utkání.

## Statistiky
| Japonsko | Japonsko | Japonsko |
| Roky     | Záp.     | Góly     |
| -------- | -------- | -------- |
| 1980     | 1        | 0        |
| 1981     | 13       | 0        |
| 1982     | 2        | 0        |
| 1983     | 10       | 0        |
| 1984     | 1        | 0        |
| 1985     | 8        | 2        |
| 1986     | 5        | 0        |
| 1987     | 8        | 0        |
| 1988     | 1        | 0        |
| Celkem   | 49       | 2        |